# Alain Darroze
Pour les articles homonymes, voir Darroze.
Alain Darroze, né le 21 avril 1959 à Bayonne, dans les Pyrénées Atlantiques, est un chef cuisinier français. De son Pays basque natal aux cuisines privées de l'Élysée, Alain Darroze a déjà fait parler de lui par son originalité et sa folie culinaire[réf. nécessaire]. Il est le cousin d'Hélène Darroze. Il a travaillé dans un célèbre restaurant nommé La Table Langonnaise créé par son père.
Alain Darroze affiche sa volonté de présenter des créations provenant de recettes oubliées ou de produits peu connus de son terroir basque.